# Wijnbouw in China

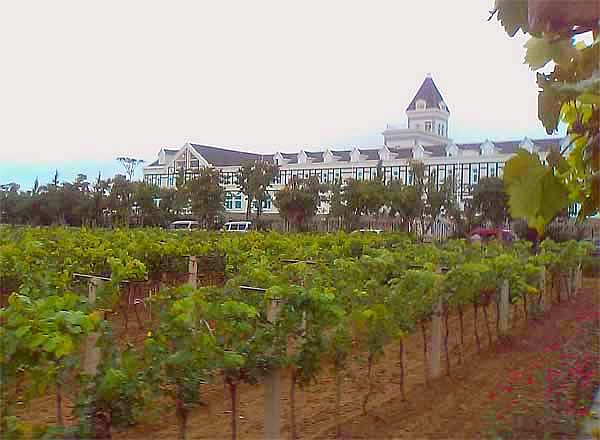
Het Chinese Chateau Changyu

Wijnbouw in China bestaat al vele eeuwen. Vooral de laatste drie decennia is de productie van druiven voor wijn in kwantiteit enorm toegenomen. Ondertussen zijn de Chinezen de smaak van Europese wijn steeds meer gaan waarderen. Er wordt veel geïmporteerd, vooral rode wijn. Mede door Franse invloeden is de kwaliteit van de eigen wijnbouw in China toegenomen en wordt in de binnenlandse behoefte beter voorzien. De eerste schreden op weg naar de Chinese wijnexport zijn ook gezet.

## Geschiedenis
De geschiedenis van de Chinese wijndruif gaat ruim 4500 jaar terug in de tijd. Er wordt beweerd dat Confucius in de provincie Shandong al wijn dronk. Dankzij archeologisch onderzoek dat in 1995 plaatsvond en werd uitgevoerd door een internationaal team, bestaande uit het Archeology Research Institute van de Shandong Universiteit en de American archaeologists onder leiding van Professor Fang Hui, werden op twee archeologische plaatsen 20 kilometer ten noordoosten van Rizhao resten ontdekt van verschillende alcoholische dranken inclusief wijn van druiven. Enkele dranken waren mengsels van druiven- en rijstwijn. Uit de meer dan tweehonderd keramische potten bleken er zeven gebruikt te zijn voor wijn van druiven. Ook druivenzaden en oude documenten heeft men ontdekt. In 2007 zijn in een tombe, in de provincie Hebei regio Pingshan, wijnglazen en wijnvaten gevonden.
Al is wijn uit druiven in de bronstijd gemeengoed geweest, het is daarna geheel verdwenen doordat hij vervangen werd door traditionele dranken bereid uit gierst, rijst en fruit zoals lychee en Aziatische pruim.
Nog tot in de Han-dynastie was de oorspronkelijke Chinees vertrouwd met wijn, nog in de Tang-dynastie was de consumptie van wijn gemeengoed. Aan het eind van de jaren 1300 zou de wijnconsumptie zelfs zijn verboden.

## Nieuwe wijnbouw
De eerste stappen naar moderne wijnbouw werden in 1892 gezet. Toen Zhang Bishi, een Chinese diplomaat, besloot een wijnmakerij in Yantai te beginnen, kon hij er maar weinig geschikte druiven vinden. Daarom importeerde hij meer dan 500.000 wijnplanten bestaande uit meer dan 100 verschillende variëteiten, waaronder Vitis Vinifera’s, vanuit de Verenigde Staten en Europa. Zijn bedrijf bestaat nog steeds, en de wijn staat bekend als Changyu Pioneer Wine. Het is naar men aanneemt, de op negen na grootste wijnmakerij in de wereld. In 1910 werd de Beijing wijngaard aangelegd. In eerste instantie om religieuze redenen maar later, mede vanwege het politieke klimaat, veranderde de clientèle.
Het was vooral Franse wijn die op grote schaal in China werd geïmporteerd. In 1980, aan het begin van Chinese economische hervormingen, waagde het Franse bedrijf Rémy Martin om in China de eerste joint venture in Tianjin op te zetten: Sino-French Joint-Venture Dynasty Winery Ltd.(Wang Chao). Door de jaren heen ontwikkelde het bedrijf meer dan 90 merken voor alcoholische dranken. Hun producten wonnen vele prijzen in het binnenland en buitenland. De Dynasty Winery maakt voornamelijk witte wijn van de druiven Muscat en Riesling. Voor rode wijn Carignan en de “Bordeaux-stijl”-wijnen van Cabernet sauvignon.
Door de sterke economische groei van China sinds 2000 en de gestegen inkomens per hoofd van de bevolking nam de wijnconsumptie toe en ook de populariteit van Franse wijn. Er zijn drie grote Chinese wijnhuizen, Changyu, COFCO’s Great Wall en Dynasty. Changyu is het oudste wijnhuis, opgericht in 1892, en de andere twee zijn in de tachtiger jaren van de 20e eeuw opgericht. Changyu had in 2010 een marktaandeel van 19%, Great Wall van 12% en Dynasty is de kleinste met 5%. In 1980 nam Rémy Martin een aandelenbelang in deze laatste wijnproducent. De lokale bevolking consumeert ruim 95% van de geproduceerde wijn.
Globalisering heeft uiteindelijk ook China in een economisch netwerk gebracht. De wijnindustrie is door eerdere omstandigheden dus wat later op het internationale toneel verschenen, hoewel het land een lange traditie heeft van gisting en distillaten van allerlei vruchten en granen.
De export neemt toe maar heeft een bescheiden aandeel in het totaal. Sinds kort staan er in Californië en West Canada de eerste Chinese wijnen in de winkels. Daar wordt de wijn door critici met een zekere onverschilligheid ontvangen, net als destijds bij Chileense en Australische wijn het geval was. Positieve reacties spreken over interessante vondsten. Veel eenvoudige tafelwijnen maar met een zeker potentieel. De laatste ontwikkelingen zijn biologische wijnen uit Binnen-Mongolië.

## Klimaat, druiven en wijn
China is een groot land en het klimaat loopt uiteen van gematigd tot subtropisch. De druiven worden verbouwd op plateaus, laagvlakten en in bergachtig gebied met terrasvormige hellingen. Veel wijngebieden zijn vergelijkbaar met de Europese. Maar ook liggen zij wel in de kuststreek met warme en vochtige invloeden vanaf zee, of juist ver landinwaarts richting Mongolië waar het erg droog is en strenge winters voorkomen.
Naast vele honderden inheemse en hybride druivenrassen worden er voor moderne wijn vooral ook zuivere variëteiten van de Vitis Vinifera gebruikt. De hybride-druif Beichun komt vooral in noordelijk China voor vanwege haar resistentie tegen koude. Long Yan is een druif met een hoge productieopbrengst. Van de Europese variëteiten wordt vooral Cabernet sauvignon, Merlot, Syrah, Chardonnay en Riesling aangeplant.
Ondanks mondiale kennis van oenologie wordt er in China “om risico’s te voorkomen” vaak te vroeg geoogst. Hierdoor blijven de druiven te zuur voor de vinificatie en wordt er suiker aan toegevoegd.
In 2006 was de type verhouding ruwweg: 70% rode wijn, 15% droge witte wijn en 15% zoete(re) witte wijn.
Men werkt nog met merknamen omdat gedetailleerde herkomstbenamingen, zoals het Franse AOC, niet geïntroduceerd zijn. Rode wijn is een symbool van de elite en rijkeren geworden, maar wordt toch ook wel als tafelwijn geschonken. De consumptie van rode wijn is groter dan daar geproduceerd. Hierom wordt er juist veel rode wijn geïmporteerd.
Meerdere Europese, vooral ook grote kwaliteit-wijngoederen zijn anno 2010 in Chinese handen.

## Economisch
De Chinese binnenlandse markt lijkt - ook voor wijn - het grootste groeipotentieel van de wereld te hebben. Er zijn enkele grote bedrijven die de markt domineren. In 2012 stond China op de vijfde plaats op de wereldranglijst van zowel wijnproductie als wijnconsumptie.

### Het verloop van de wijnproductie
| Jaar | Totaal areaal (x 1000 ha) | Wijnproductie | Productie (hl/ha) | Wijnconsumptie |
| ---- | ------------------------- | ------------- | ----------------- | -------------- |
| 2000 | 300                       | 10.500        | 35,0              | 10.695         |
| 2001 | 354                       | 10.800        | 30,5              | 10.952         |
| 2002 | 416                       | 11.200        | 26,9              | 11.364         |
| 2003 | 446                       | 11.600        | 26,0              | 11.993         |
| 2004 | 438                       | 11.700        | 26,7              | 12.120         |
| 2005 | 433                       | 11.800        | 27,3              | 12.306         |
| 2006 | 444                       | 11.900        | 26,8              | 13.012         |
| 2007 | 475                       | 12.500        | 26,3              | 13.884         |
| 2008 | 480                       | 12.600        | 26,3              | 14.046         |
| 2009 | 518                       | 12.800        | 24,7              | 14.514         |
| 2010 | 539                       | 13.000        | 24,1              | 15.180         |
| 2011 | 560                       | 13.200        | 23,6              | 16.339         |
| 2012 | 570                       | 14.880        | 26,1              | 17.817         |

Ter vergelijking: Frankrijk produceert gemiddeld 50 miljoen en Duitsland ruim 9 miljoen hectoliter per jaar.
In 2010 werd 283 miljoen liter wijn geïmporteerd. Hiervan kwam bijna de helft uit Frankrijk gemeten naar de waarde, gevolgd door Australië en Chili. Slechts de helft van de wijn wordt in flessen geïmporteerd, de rest in bulkverpakking en wordt in China op de fles gedaan. De export bereikte in dat jaar net geen 4 miljoen liter.
De wijnconsumptie in 2002 was wereldwijd 7 liter per hoofd van de bevolking. In West-Europa was dit 24 liter terwijl dit in China toen 0,3 liter was. In 2012 lag de consumptie in China op ongeveer 1 liter per hoofd, in Japan was dit ongeveer 2 liter en in Hongkong 4 liter.

## Wijnregio’s
In 2010 lagen de vijf belangrijkste wijnbouwgebieden in de provincies Shandong (375 miljoen liter), Jilin (208), Henan (150), Hebei (100) en Tianjin (64). De vijf produceerden samen iets meer dan 80% van alle Chinese wijn.
Provincie
- Regio

Xinjiang
- Turpan

De wijnbouw van de Oeigoeren, de bewoners van de autonome regio Xinjiang, kent een lange geschiedenis die teruggaat tot de Hellenistische periode. Griekse kolonisten brachten de klimplant en geavanceerde irrigatietechnieken hiernaartoe. In een historische aantekening van Marco Polo staat dat in Carachoco (de naam die hij gebruikte voor Turpan) fijne wijndruiven verbouwd werden. De laagvlakte rond Turpan was - en is nog steeds - bijzonder bekend vanwege haar druiven- en wijnproductie, en vroeger ook om de vele tafeldruiven en rozijnen. Nog steeds moeten in de koude winters de wijnstokken tegen de kou beschermd worden door ze in te pakken. De moderne wijnindustrie in de Xinjiang regio is omvangrijk en lijkt niet meer op de traditionele wijncultuur van de Oeigoeren. De wijnmakerijen zijn tegenwoordig in bezit van Han-Chinezen en gemodelleerd naar Franse inzichten.
Gansu
- Wuwei

Ningxia
- Helan Mountains

Sichuan
- Yibin

Yunnan
- Yunnan-Guizhou Plateau

Shandong
- Yantai
- Uit dit wijngebied - ook wel Bohaizee-regio genoemd - komt het grootste deel van de Oost-Chinese wijn vandaan.

Henan
- Gele Rivier regio

Shanxi
- Taiyuan

Hebei
- Zhangjiakou

Peking
Tianjin
De wijngebieden in de provincies Hebei, Peking en Tianjin wordt ook wel de regio Shacheng genoemd.
Liaoning
- Benxi

Jilin
- Tonghua